# Meia-lua (arquitetura)

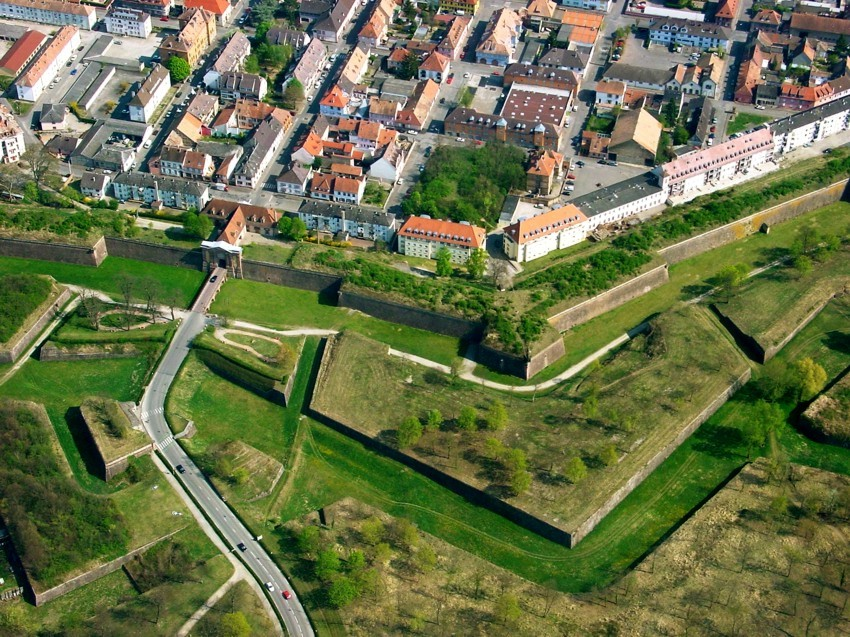
Meia-lua da praça-forte de Neuf-Brisach, França.

Uma meia-lua, em arquitetura militar, é uma obra exterior de uma fortificação abaluartada destinada a cobrir o ângulo saliente de um baluarte. A meia-lua é constituída por duas faces e dois flancos, com a gola recuada para o interior normalmente em formato de crescente ou meia-lua. A sua designação tem, justamente, origem no formato frequente da sua gola. 
A meia-lua é uma obra muito semelhante ao revelim, este destinando-se a cobrir uma cortina e não um baluarte. No entanto, ocasionalmente, os revelins com a gola em formato de crescente são também designados como "meia-lua".